# Paolo Nicolò Romano
Paolo Nicolò Romano (Asti, 2 juillet 1984) est un homme politique italien.

## Biographie
En 2013, il est élu député de la circonscription Piémont 2 pour le Mouvement 5 étoiles.